# Rue de l'Hôtel-de-Ville (Magny-en-Vexin)
Pour les articles homonymes, voir rue de l'Hôtel-de-Ville.
La rue de l'Hôtel-de-Ville est une rue pittoresque du centre historique de Magny-en-Vexin.

## Situation et accès
Cette rue débute rue Carnot et finit rue Saint-Sauveur et rue de Rouen.

## Origine du nom
Le nom de la rue fait référence à l'ancien hôtel de ville, qui y était situé.

## Historique
Au Moyen Âge, Magny-en-Vexin est organisé autour de deux grands axes : Paris-Rouen et Chartres-Beauvais. Cette rue, qui est l'une des plus anciennes voies de Magny-en-Vexin, s'appelait auparavant rue d'En-Bas prend son nom actuel en 1840.

## Bâtiments remarquables et lieux de mémoire
- Angle rue Carnot-rue de l'Hôtel-de-Ville : Maison dite d'Henri II.

Cette maison d'angle a un style caractéristique du XVIe siècle avec ses 2 niveaux en pierre de taille et moellons enduits, son toit à angle aigu et ses ouvertures régulières. La date de 1555 est gravée au sommet du pignon. Sur la frise au niveau de la corniche, figurent des rosaces, des bucranes (crânes de bœufs décharnés), séparés par des triglyphes. Elle comporte l'initiale H encadrée de volutes et de feuilles de laurier surmontant une niche d'angle évidée. Jusqu'en 1855, cette niche surplombait une porte sculptée. Ce monogramme lui a valu le surnom de Maison d'Henri II, or il est plus vraisemblable qu'elle ait été occupée par un officier des finances d'Henri II comme le laissait supposer le décor de pièces de monnaie sur la porte d'angle qui a aujourd'hui disparu. Cet édifice est attribué au maitre-maçon Jean Grappin de Gisors qui travaillait à la même époque sur l'église de Magny-en-Vexin.
- no 9 : Maison de l'Écu de France.

Cette maison, construite au début du XVIe siècle est l'une des plus anciennes des maisons à colombages de Magny-en-Vexin. La maison ne comporte qu'un étage. Les pignons donnent sur les maisons mitoyennes et ne sont pas visibles. Le surnom de la maison ne correspond pas à son enseigne réel, car un ancien plan terrier montre qu'il appartient à une autre maison du quartier. Un blason sur une poutre représente les armes d'Anne de Bretagne, épouse de Charles VIII puis de Louis XII. Un second blason, bûché durant la Révolution, est devenu illisible.
- no 13 : Ancienne Pension de famille.
- no 17 : Hôtel du marquis de Guiry.

Très étroit comme les parcelles le long de cette rue, il s'élève sur deux étages, et comporte à l'arrière une tourelle carrée d'un seul étage. C'est l'unique exemple d'architecture Louis XIII à Magny-en-Vexin, caractérisée par l'alternance de pierres de taille et de briques rouges. L'hôtel est construit entre 1617 et 1618 pour le marquis de Guiry, grand bailli d'épée de Magny et de Chaumont-en-Vexin.
- no 19-27 : Auditoire royal.

C'est l'un des derniers édifices subsistant du XVIe siècle dans la ville. Il comporte un seul étage, dont la façade dépouillée n'a guère été modifiée, exception faite des balcons en fer forgé du XVIIIe siècle. Le rez-de-chaussée fait apparaître la subdivision du bâtiment en quatre maisonnettes. Le toit à la Mansart comporte plusieurs lucarnes et est couvert d'ardoise. À la cave subsiste une vieille geôle. L'utilisation comme tribunal a cessé avec la Révolution, puis la municipalité a récupéré l'édifice pour y installer sa mairie. Elle y reste jusqu'en 1840.

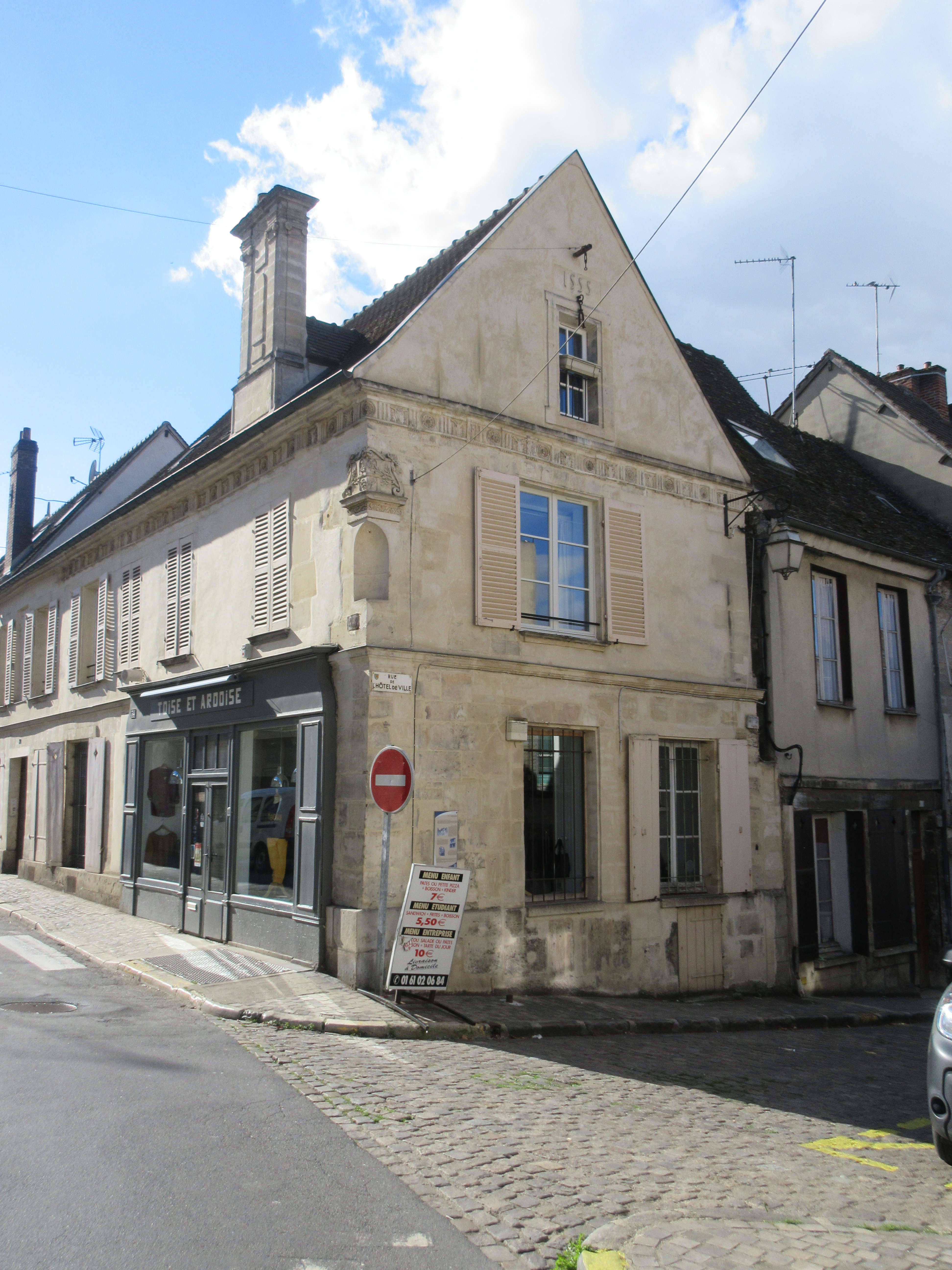
Maison dite d'Henri II
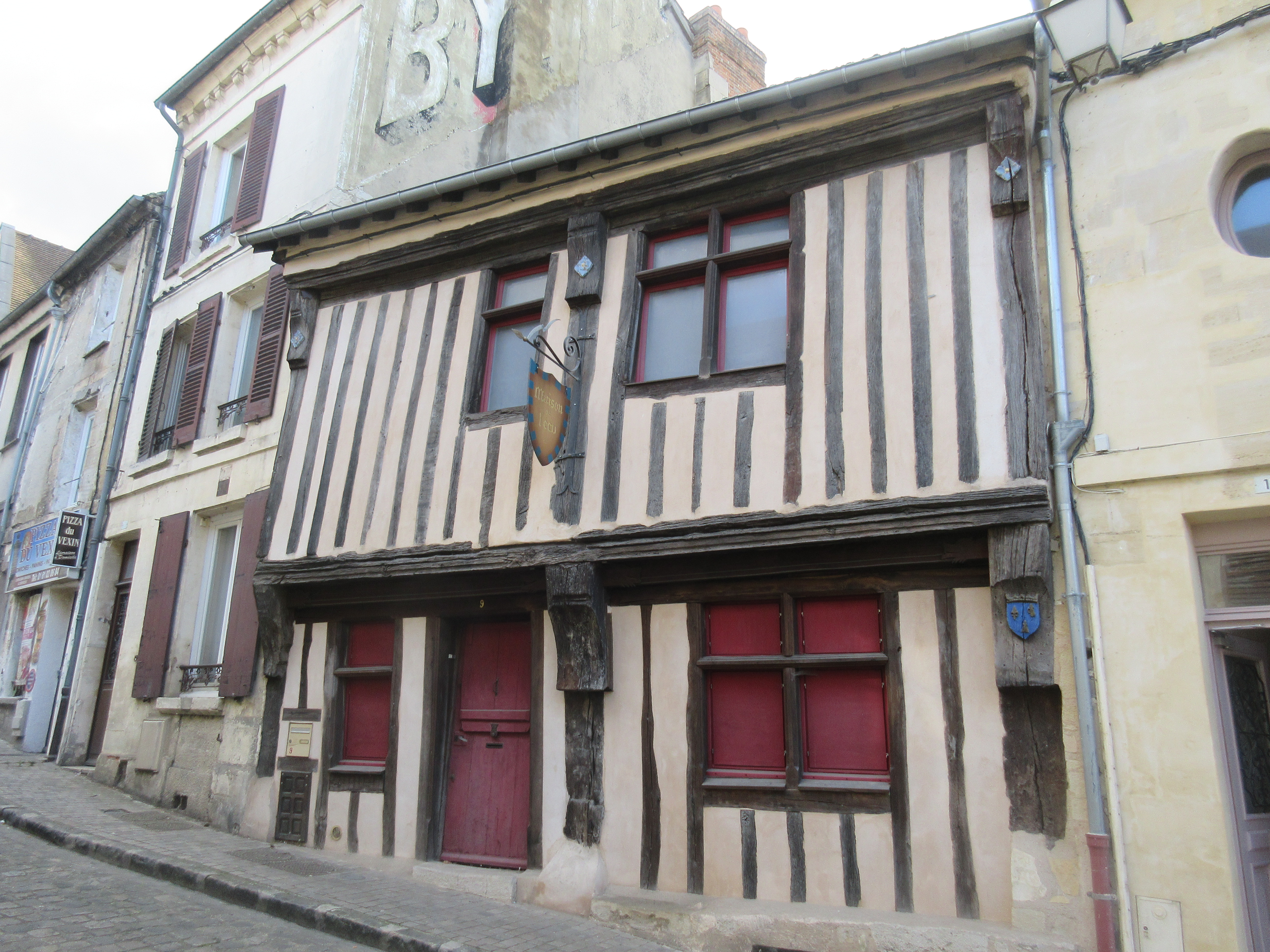
no 9 : Maison de l'Écu de France
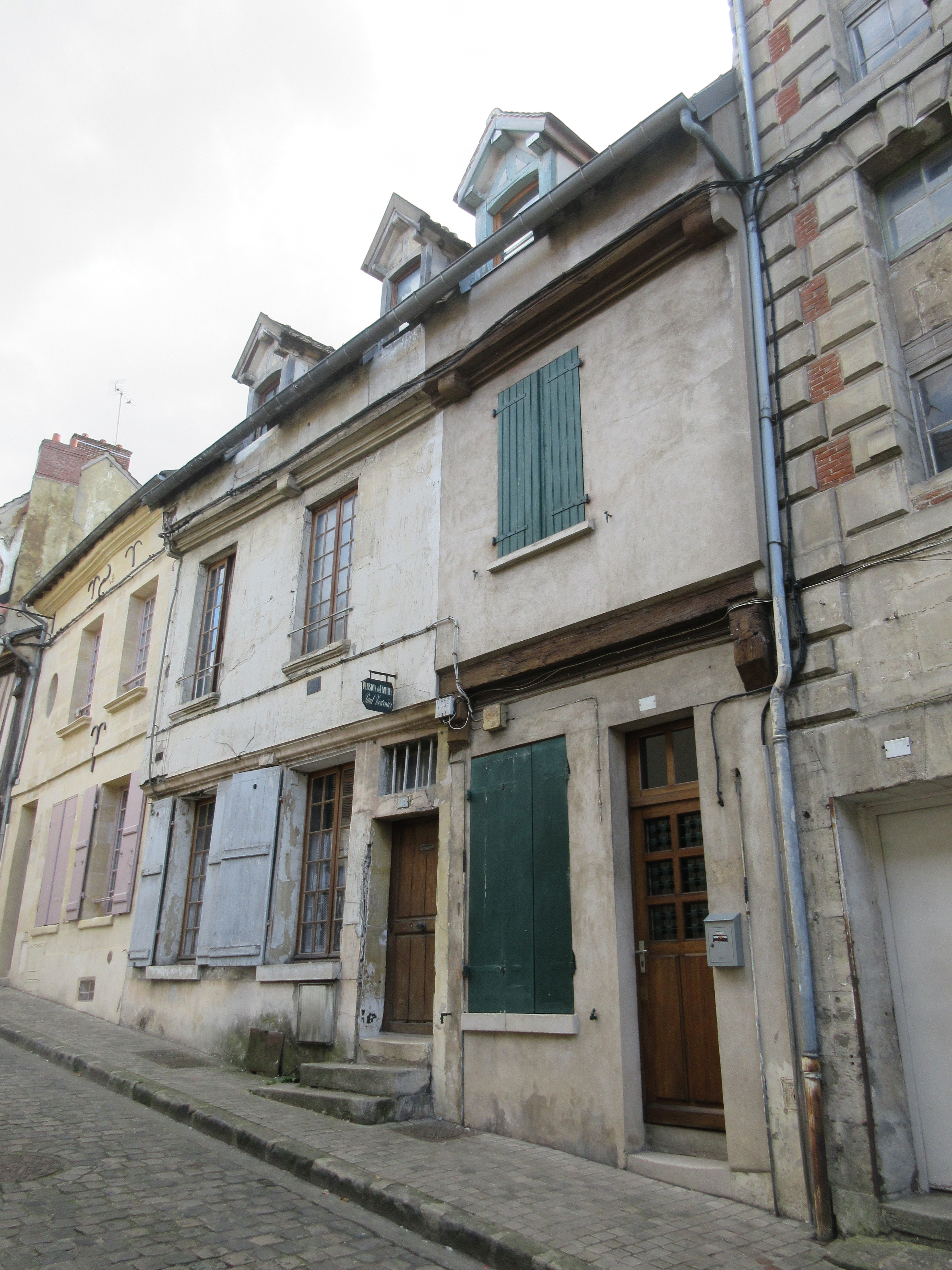
no 13 : Ancienne pension de famille
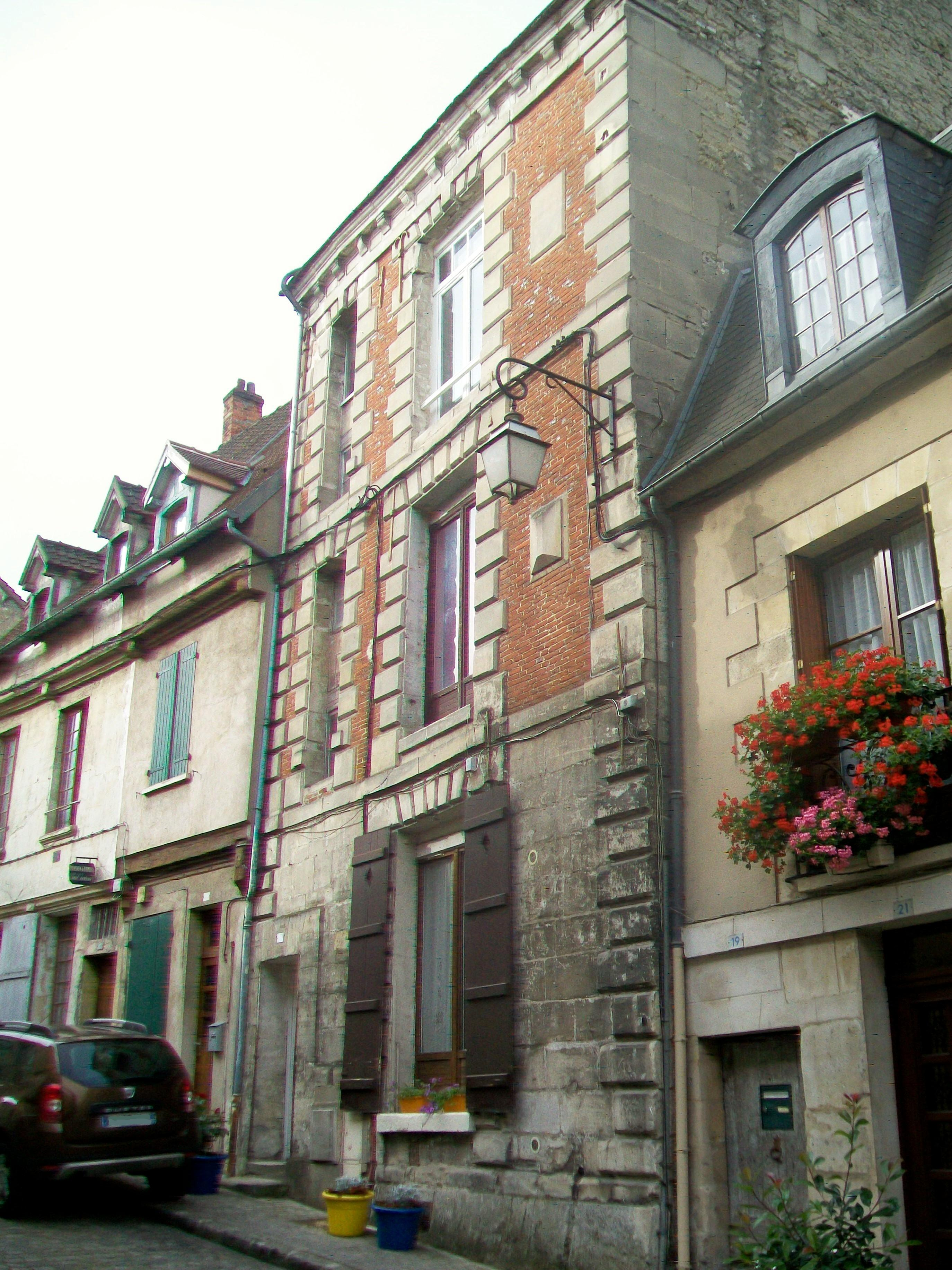
no 17 : Hôtel du marquis de Guiry
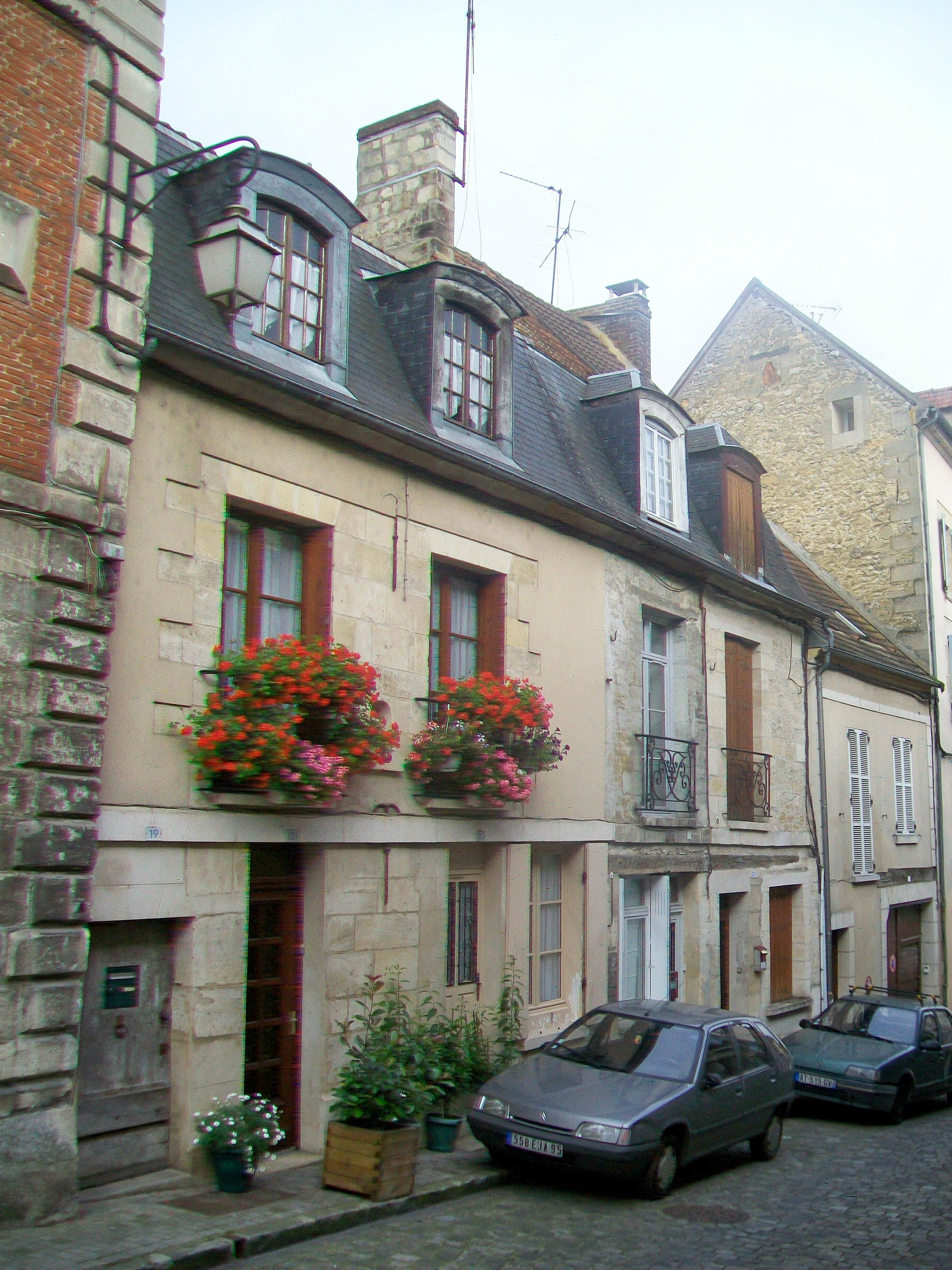
no 19-27 : Auditoire royal